# Andrzej Trzebicki
Andrzej Zawisz Trzebicki (Trzebica, 23 november 1607 - Kielce, 28 december 1679), was de vice-kanselier en Secretaris van de Kroon, senator, 57e bisschop van Krakau en bisschop van Przemyśl.

## Biografie
Andrzej Trzebicki was een telg van de Poolse heraldische clan Łabędź. Hij was tussen 1653-1657 abt van Czerwińsk nad Wisłą.
Trzebicki overwoog om de Lazaristen naar Krakau te halen. Zijn opvolger Jan Małachowski maakte dit plan waar.
Hij herstelde in 1668 het tijdens de Noordse Oorlog beschadigde Bisschoppelijk Paleis van Kielce. Dat jaar probeerde de bisschop om Lodewijk II van Bourbon-Condé op de Poolse troon te zetten.
Trebicki was als senator-bisschop aanwezig bij veel sejms. Hij gebruikte zijn politieke en kerkelijke macht om dissenters en joden te onderdrukken.
Andrzej Trzebicki werd in de Sint-Petrus-en-Pauluskerk begraven. Zijn marmeren grafmonument is vervaardigd door de beeldhouwer Jakub Bielawski.

## Galerij

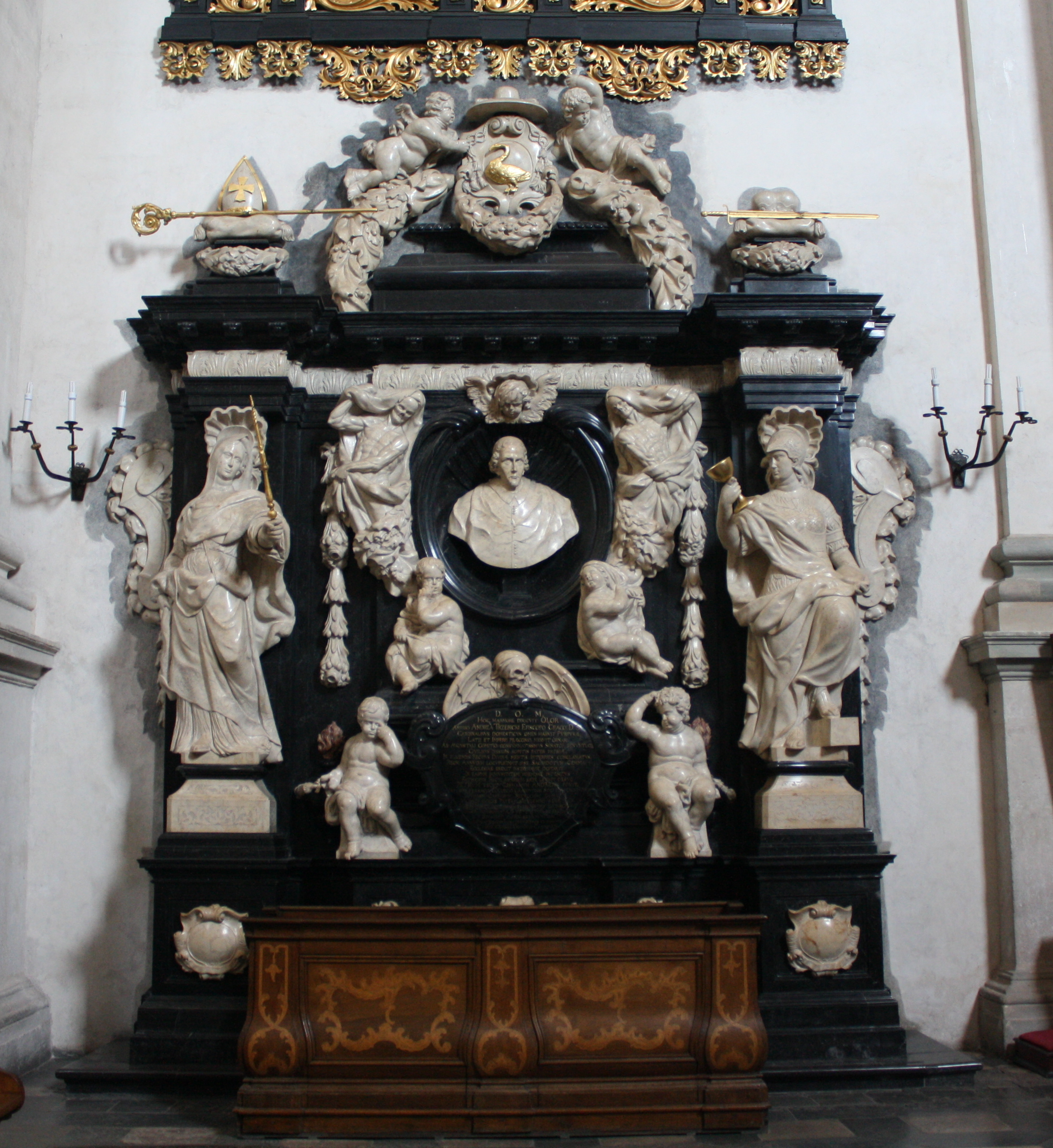
Grafmonument in de Sint-Petrus-en-Pauluskerk.
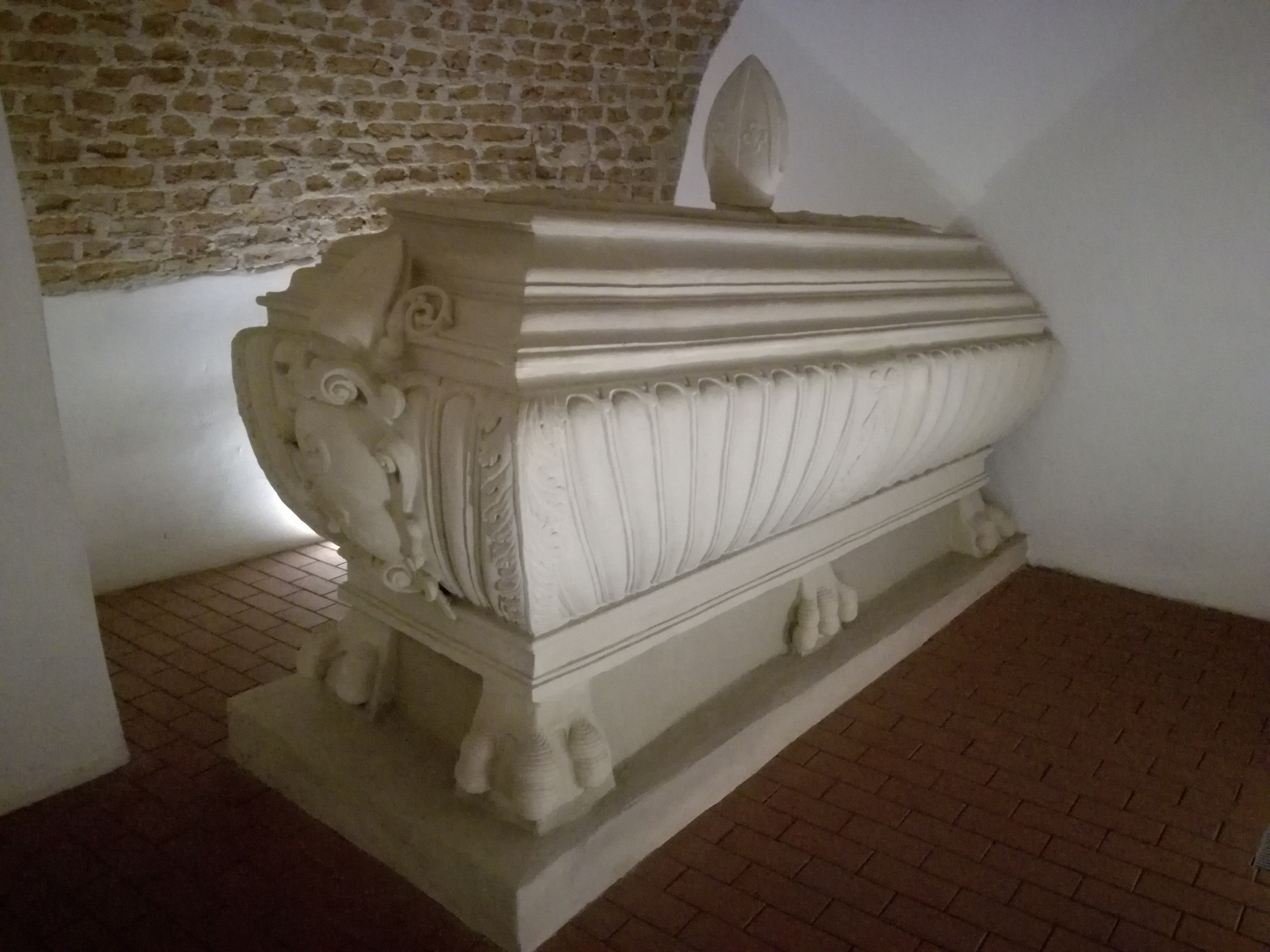
Sarcofaag met het as van de bisschop.

- Gemeinsame Normdatei: 11903316X
- International Standard Name Identifier: 0000 0000 7147 5047
- Library of Congress Control Number: n90722280
- Istituto Centrale per il Catalogo Unico: BVEV081803
- Virtual International Authority File: 45102935
- WorldCat: E39PCjGJfR8fmB9qH9QBDbFfC3